# Neal Adams
Pour les articles homonymes, voir Adams.
Neal Edward Adams (né le 15 juin 1941 à New York et mort le 28 avril 2022 dans la même ville) est un auteur de bande dessinée américain spécialisé dans les comic books. 
Il est connu pour ses histoires de super-héros (notamment ses travaux sur les personnages Superman, Batman et Green Arrow) et son style d'illustration très réaliste. Il a été ajouté au Will Eisner Award Hall of Fame en 1998 et au Jack Kirby Hall of Fame en 1999.

## Biographie
Neal Adams est né dans une famille de militaire et a passé son enfance balloté entre différentes bases militaires. 
Neal Adams a étudié à l'école des arts industriels de New York, où il décrocha sa licence à 18 ans. Pour son examen final, Neal Adams présenta 110 dessins alors qu'il devait en montrer 10. En 1959, il assiste Howard Nostrand sur le comic strip Bat Masterson inspiré par la série homonyme et scénarisé par Ed Herron. Le strip dure jusqu'en 1960.
Sa plus grande période de gloire et d'influence dans le métier va de la fin des années 1960 aux années 1970, avec les personnages de Deadman, Green Lantern, Green Arrow, les X-Men et - le plus célèbre - Batman. Son collaborateur le plus fameux est le scénariste Dennis O'Neil, qui écrivit des histoires remarquables, replongeant dans la nature obscure de Batman, et qui expérimenta des commentaires sociaux dans des titres de Green Lantern.
En 1959, il présenta son travail à DC Comics, mais celui ci fut refusé. Il se tourna alors vers Archie Comics, l'éditeur Joe Simons, qui tout d'abord lui conseilla de ne pas gâcher sa vie avec ses dessins, fût ensuite convaincu et l'embaucha. 
Pendant les années 1970, Adams réalisa principalement des illustrations pour des couvertures de publications et travailla pour le cinéma. Au début des années 1980, avec le boom des comics indépendants, il travailla pour Pacific Comics et quelques autres éditeurs. Plus tard, il lança sa propre maison d'édition, Continuity Press, avec d'autres illustrateurs qui dans leur majorité imitaient le style de leur patron.

### Les années DC
- 1967 : Neal Adams est embauché par DC Comics et se voit confier le dessin des aventures de Deadman, publiées dans le magazine Strange Adventures.

Adams devient rapidement la nouvelle sensation dans le petit monde des comics, de par sa manière de dessiner, très réaliste, ainsi que son sens de la mise en page, tous deux particulièrement novateurs pour l'époque.
Deadman n'ayant connu qu'une seule aventure avant l'arrivée d'Adams, ce dernier fait rapidement sien ce personnage, participant aux scénarios et signant même ceux des derniers numéros.
- 1968 : Adams écrit et dessine 4 numéros consécutifs de la série The Spectre qui vient d'être relancée, deux numéros de World's Finest Comics (bande dessinée présentant les aventures communes de Superman et Batman), et surtout se voit confier le titre The Brave and The Bold, dans lequel à chaque numéro Batman fait équipe avec un héros différent.

Neal Adams apporte par le biais de ses dessins quelques modifications au personnage de l'homme chauve-souris en allongeant les pointes de son masque ainsi que sa cape, mais aussi en le faisant intervenir uniquement de nuit. 
Au cours de ces aventures, Batman se verra associé à Deadman (par deux fois), le Creeper, Flash, Aquaman, les Teen Titans, Sgt. Rock ainsi que Green Arrow, auquel Adams donne un nouveau look (une barbichette et un costume revu et corrigé).
- 1969 : Les aventures de Deadman prennent fin en début d'année, tout du moins dans les pages de Strange Adventures.

Neal Adams écrit et dessine 3 numéros des Teen Titans, et vers la fin de l'année cesse de contribuer à The Brave and the Bold (il y reviendra cependant en 1971 à l'occasion du #93), une revue qui pour de nombreux lecteurs est "la seule dans laquelle on retrouve le véritable Batman". Face à la popularité dont jouit le personnage sous le crayon de ce dessinateur prodige, Adams se voit bientôt confier le titre Detective Comics, un des deux magazines principaux exclusivement consacrés à l'homme chauve-souris (le second étant "Batman").
- 1970 : Associé au scénariste Dennis O'Neil, Neal Adams entreprend via Detective Comics de réinventer le personnage de Batman… en opérant un retour aux sources. Le justicier de la nuit est à nouveau un personnage traité avec sérieux, loin de la version caricaturale de la série télé avec Adam West qui avait fini par déteindre sur la version papier du personnage (elle-même déjà en chute libre depuis de nombreuses années malgré une tentative de remettre le personnage sur le « droit chemin » en 1964); Batman retrouve sa noirceur originelle[4] et redevient un détective, opérant seulement de nuit, en solitaire (Robin viendra néanmoins donner un coup de main ici ou là) et évoluant dans un monde somme toute assez réaliste, quoique ses aventures seront parfois teintées d'une pointe de fantastique/épouvante.

Adams et O'Neil posent ainsi les bases de la version moderne du personnage que nous connaissons aujourd'hui, leur travail en commun restant une des références absolues concernant Batman.
Man-Bat, créé par Adams, fera ses premières apparitions dans 3 histoires écrites pour l'occasion par Frank Robbins.
La même année le duo O'Neil/Adams est sollicité pour prendre en main un titre dont les ventes ne cessent de décliner : Green Lantern. Ce dernier se retrouve ainsi associé à Green Arrow et sera en butte à des problèmes bien différents de ceux auxquels il avait l'habitude de faire face : ceux du monde dans lequel le lecteur évolue et auxquels il n'avait jamais vraiment prêté attention. Ainsi au cours de leurs aventures les deux héros fraîchement associés navigueront dans des aventures traitant de drogues, de racisme, de la pollution ou bien encore des sectes. Les scénarios des numéros 85 et 86 de la série, qui voit le jeune Speedy se droguer, ont d'abord été refusé par les éditeurs en raison du Comics Code. Puis, face au succès d'une histoire de Spider-Man consacrée à la drogue, les éditeurs ont décidé de réécrire le Comics Code. DC a alors approuvé les histoires d'Adams.
Enfin Neal Adams écrit et dessine cette même année trois histoires courtes mettant en scène Deadman, qui seront publiées dans les pages du magazine Aquaman.
- 1971 : Neal Adams cesse de dessiner Detective Comics et débarque sur le magazine Batman (pour lequel il avait déjà réalisé une histoire courte l'année précédente), collaborant toujours avec Dennis O'Neil. Ce dernier créé Ra's al Ghul, qui sera appelé à devenir l'un des plus célèbres adversaires de l'homme chauve-souris.

Le personnage de Two-Face (Double-Face) fait son grand retour après 17 années d'absence, et le Joker cesse enfin de n'être qu'un bouffon quasi-inoffensif pour redevenir le dangereux psychopathe des débuts. 
De l'avis général, le run de Neal Adams sur ce titre constitue sa plus grande réussite concernant les aventures de Batman.
- 1972 : Malgré un grand succès critique et de nombreuses récompenses depuis l'arrivée du duo O'Neil/Adams sur le titre, Green Lantern (retitré depuis "Green Lantern co-starring Green Arrow") s'arrête au numéro 89, pour cause de ventes insuffisantes. O'Neil et Adams poursuivront néanmoins les aventures communes des deux héros l'espace de quelques mois dans les pages du magazine Flash.

Neal Adams, qui depuis ses débuts à DC comics dessinait chaque mois de nombreuses couvertures, se fait désormais beaucoup plus rare, signant uniquement -à quelques exceptions près- les couvertures de comics dont il dessine aussi les pages intérieures (eux aussi de moins en moins nombreux à partir de la seconde moitié de cette année).
- 1974 : Neal Adams dessine son dernier numéro du magazine Batman, et par la suite son travail pour DC se résumera essentiellement à quelques couvertures ou pinups, ou bien encore des illustrations pour divers produits sous licence DC (puzzles, livres disques, figurines, etc.).

- 1975 : Neal Adams soutient le combat des créateurs de Superman, Jerry Siegel et Joe Shuster qui cherchaient à faire reconnaître leur contribution notamment pour obtenir les droits sur l'adaptation cinématographique de Superman. Grâce à ce soutien, le duo retrouve sa légitimité et est crédité par DC comme créateur de l'homme d'acier[4].

- 1978 : Superman Vs Muhamad Ali; une BD de 72 pages dessinée par Adams et en partie écrite par lui à la suite de la désaffection du scénariste Dennis O'Neil. Il aura fallu à l'artiste près de 2 ans pour mener à bien ce projet.

### Les années Marvel
- 1969 : sur les conseils de son ami Jim Steranko, Neal Adams se rend aux bureaux de Marvel Comics afin d'y rencontrer Stan Lee. Ce dernier, désireux de réaliser un beau coup en débauchant le jeune dessinateur, lui propose de travailler sur le titre de son choix ; Adams penche finalement pour Les X-Men, alors un titre en très grande perte de vitesse et dont l'annulation est proche. En préférant un titre de seconde zone, il s'assure ainsi une plus grande liberté artistique. A ce moment là, il travaille toujours pour DC, mais selon Adams c'était une opération tout à fait calculée.

Bien qu'il ne soit pas crédité, il élabore les scénarios en compagnie de Roy Thomas et réalise ainsi 9 numéros, considérés comme faisant partie des plus importants et des plus réussis de la première équipe des X-Men aux côtés de ceux réalisés par le duo Stan Lee / Jack Kirby. Adams fait revenir les Sentinelles, Magnéto, ainsi que le professeur Xavier - présumé mort depuis bientôt deux ans. Il crée aussi Havok, Sauron, et les mutants de la Terre Sauvage.
- 1970 : Adams dessine deux numéros de Thor, écrits par Stan Lee.

- 1971 : Adams dessine 4 courtes histoires des Inhumains qui sont publiées dans les pages de Amazing Adventures, mais surtout se voit confier quelques mois plus tard le titre Avengers (Les Vengeurs), où il retrouve Roy Thomas au scénario et Tom Palmer à l'encrage - tout comme sur Les X-Men. Mais cette collaboration tourne court après seulement 4 numéros (du numéro 93 au numéro 96) à la suite de la décision de Thomas de faire appel à John Buscema pour dessiner le numéro 97. Vraisemblablement c'est la difficulté d'Adams à rendre ses pages à temps qui a conduit le scénariste à prendre cette décision (déjà dans le numéro 94 John Buscema avait été appelé à la rescousse pour dessiner une dizaine de pages, et le numéro 93 était sorti avec un mois de retard). Bien que courte, la contribution de Neal Adams aux Vengeurs reste elle aussi dans les mémoires, ses numéros s'inscrivant dans le story arc de la guerre Kree-Skrull opposant les Skrulls aux Kree, qui est considéré comme une des plus importantes sagas de toute la carrière de ces super-héros.

Durant les années suivantes, Adams ne travaillera plus qu'occasionnellement pour Marvel, signant principalement deux histoires de Conan et une de Dracula, ainsi que diverses couvertures, avant de partir fonder sa propre société, Continuity.( 1984-1994) 

## Apparitions dans les comics
Neal Adams a inspiré John Byrne pour la création d'un ennemi des Quatre Fantastiques nommé Alden Maas, alias Messiah, qui est persuadé que la tectonique des plaques est causée par l'accroissement de la taille de la Terre. Neal Adams ayant défendu cette théorie, John Byrne s'est gentiment moqué de lui en utilisant une anagramme de Neal Adams pour créer le nom du méchant de l'épisode (Alden Maas).

## Œuvres

### Aux États-Unis

#### DC Comics
- Strange Adventures #206-216
- The Spectre #2-5
- World's Finest #175-176
- The Brave and the Bold #79-86, 93
- Teen Titans #20-22
- Detective Comics #395, 397, 400, 402, 404, 407, 408, 410
- Batman #219, 232, 234, 237, 243, 244, 245, 251, 255
- Aquaman #50-52
- Green Lantern #76-87, 89
- Flash #217-219, 226
- Superman VS. Muhammad Ali  (All New Collector's Edition #C-56)

#### Marvel Comics
- X-Men  #56-63, 65
- Thor  #180-181
- Amazing Adventures #5-8
- The Avengers #93-96
- Dracula Lives #2
- Conan The Barbarian #37
- Savage Sword of Conan #14

#### Recueils
Au cours de ces dernières années, la plupart des travaux marquants de Neal Adams ont été publiés sous forme de recueils :

##### Hardcovers
- Green Lantern / Green Arrow Collection - 2000  (ISBN 1563896397)
- Deadman Collection - 342 pages 2001  (ISBN 1563898497)
- Batman Illustrated by Neal Adams Vol 1 - 240 pages 2003  (ISBN 1401200419)
- Batman Illustrated by Neal Adams Vol 2 - 236 pages 2004  (ISBN 1401202691)
- Batman Illustrated by Neal Adams Vol 3 - 280 pages 2005  (ISBN 1401204074)
- Marvel Masterworks : The X-Men - volume 6 - 304 pages 2006  (ISBN 0785120564)

##### Softcovers
- X-Men Visionaries: Neal Adams - 208 pages - 2000  (ISBN 0785101985)
- The Avengers: the Kree-Skrull War - 208 pages - 2000  (ISBN 0785107452)
- Green Lantern/Green Arrow Volume One - 176 pages - 2004  (ISBN 1401202241)
- Green Lantern/Green Arrow Volume Two - 200 pages - 2004  (ISBN 1401202306)

### En France
- Superman Vs Muhammad Ali :Superman Vs Muhammad Ali  Atlantic BD (2012) -  (ISBN 9-791090-171053)
- DC Comics Anthologie : 15 récits majeurs de 1939 à nos jours, Urban Comics (2012) -  (ISBN 978-2365770033)
- Superman Vs Muhammad Ali :Superman Vs Muhammad Ali (coffret collector prestige) Atlantic BD (2011) -  (ISBN 9-791090-171053)
- Batman - Anthologie Neal Adams : 1967-1969, Semic (2005) -  (ISBN 2-84857-129-2)
- Batman contre Man-Bat, Comics USA (1988) -  (ISBN 2-87695-031-6)
- Cauchemars, Éditions du Fromage (1979) -  (ISBN 2-902503-23-7)
- Superman contre Cassius Clay, Sagédition (1978), avec Dennis O'Neil
- Deadman, Éditions du Fromage (1978) -  (ISBN 2-902503-13-X)
- Pleine lune, Albin Michel (1984) -  (ISBN 2-226-02095-0)
- Superdupont - Oui nide iou, Audie (1983), avec Jacques Lob et Gotlib -  (ISBN 2-85815-052-4)
- Ténèbres écarlates, Éditions du Triton (1980)

## Récompenses
- 1968 : prix Alley de la meilleure couverture pour Strange Adventures n°207
- 1969 : prix Alley de la meilleure histoire (ex aequo) pour « Track of the Hook » dans The Brave and the Bold n°79 (avec Bob Haney)
- 1970 : prix Alley du meilleur dessinateur ; Prix Alley spécial
- 1971 : prix Shazam de la meilleure histoire pour « No Evil Shall Escape My Sight » dans Green Lantern vol. 2 n°7 (avec Dennis O'Neil) et du meilleur dessinateur réaliste
- 1972 : prix Shazam de la meilleure histoire pour Les junkies ne volent pas dans Green Lantern vol. 2 n°85 (avec Dennis O'Neil) et du meilleur dessinateur réaliste
- 1976 : prix Inkpot
- 1977 : prix Eagle du meilleur dessinateur
- 1978 : prix Eagle du meilleur dessinateur
- 1998 : Temple de la renommée Will Eisner
- 1999 : Temple de la renommée Jack Kirby
- 1999 :  Prix Haxtur de l'« auteur que nous aimons », pour l'ensemble de sa carrière
- 2018 :  Prix Adamson d'or, pour l'ensemble de son œuvre[6]
- 2019 : Temple de la renommée Joe Sinnott, pour l'ensemble de son œuvre d'encreur[7]